# Wassili Iwanowitsch Surikow

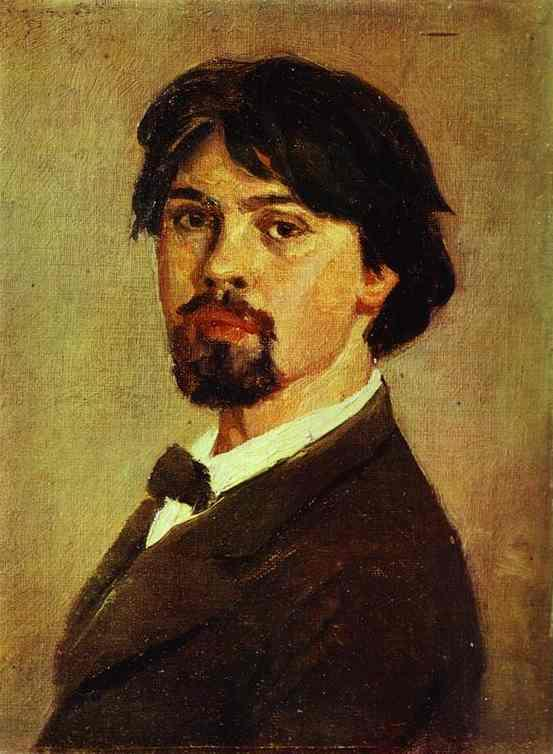
Selbstporträt

Wassili Iwanowitsch Surikow (russisch Василий Иванович Суриков, wiss. Transliteration Vasilij Ivanovič Surikov; * 12. Januarjul. / 24. Januar 1848greg. in Krasnojarsk; † 6. Märzjul. / 19. März 1916greg. in Moskau) war ein russischer Maler und Mitglied der Peredwischniki.

## Leben und Wirken
Surikow entstammt einer alteingesessenen sibirischen Kosakenfamilie. Nachdem er eine Ausbildung in seiner Heimat absolviert hatte, studierte er in der Zeit von 1869 bis 1871 u. a. bei Pawel Petrowitsch Tschistjakow an der Kunstakademie in Sankt Petersburg. 1877 ließ er sich in Moskau nieder und heiratete dort im darauffolgenden Jahr Elisabeth Charais, eine Enkelin des Dekabristen Pjotr Swistunow, eines Kornetts der zaristischen Armee. In Moskau wirkte er an einigen Fresken der Christ-Erlöser-Kathedrale mit.
Im Jahr 1881 trat er der Bewegung der Peredwischniki bei. 1893 wurde er Ordentliches Mitglied der Petersburger Kunstakademie.
Surikow starb 1916 in Moskau und fand seine letzte Ruhestätte auf dem Wagankowoer Friedhof.

## Rezeption
Wassili Surikow gilt als der bedeutendste Maler großformatiger historischer Sujets Russlands. Seine Hauptwerke zählen zu den bekanntesten Gemälden russischer Maler. Er schuf darüber hinaus Gemälde, die das Leben der einfachen Menschen im damaligen Russland widerspiegeln.

## Ehrungen
- Die Moskauer Kunsthochschule sowie eine Moskauer Straße tragen seinen Namen.
- Darüber hinaus hat ihm seine Heimatstadt Krasnojarsk ein Denkmal gewidmet. Im Jahr 1948 wurde in seinem Geburtshaus ein Museum über den Künstler eröffnet, wo u. a. auch einige seiner Werke zu sehen sind. Die bedeutendsten seiner Werke sind jedoch in der Moskauer Tretjakow-Galerie sowie im Russischen Museum ausgestellt.
- Der Asteroid des inneren Hauptgürtels (2965) Surikov ist nach ihm benannt.[1]
- Sein Leben war Thema des Films Василий Суриков (Wassili Surikow, 1959) von Anatoli Rybakow.[2]

## Werke (Auswahl)
- Утро стрелецкой казни (Am Morgen der Hinrichtung der Strelizen)
- Меншиков в Березове (Menschikow in Berjosow)
- Боярыня Морозова (Die Bojarin Morosowa)
- Покорение Сибири Ермаком (Jermaks Eroberung Sibiriens)
- Переход Суворова через Альпы (Die Alpenüberquerung Suworows)
- Степан Разин (Stepan Rasin)

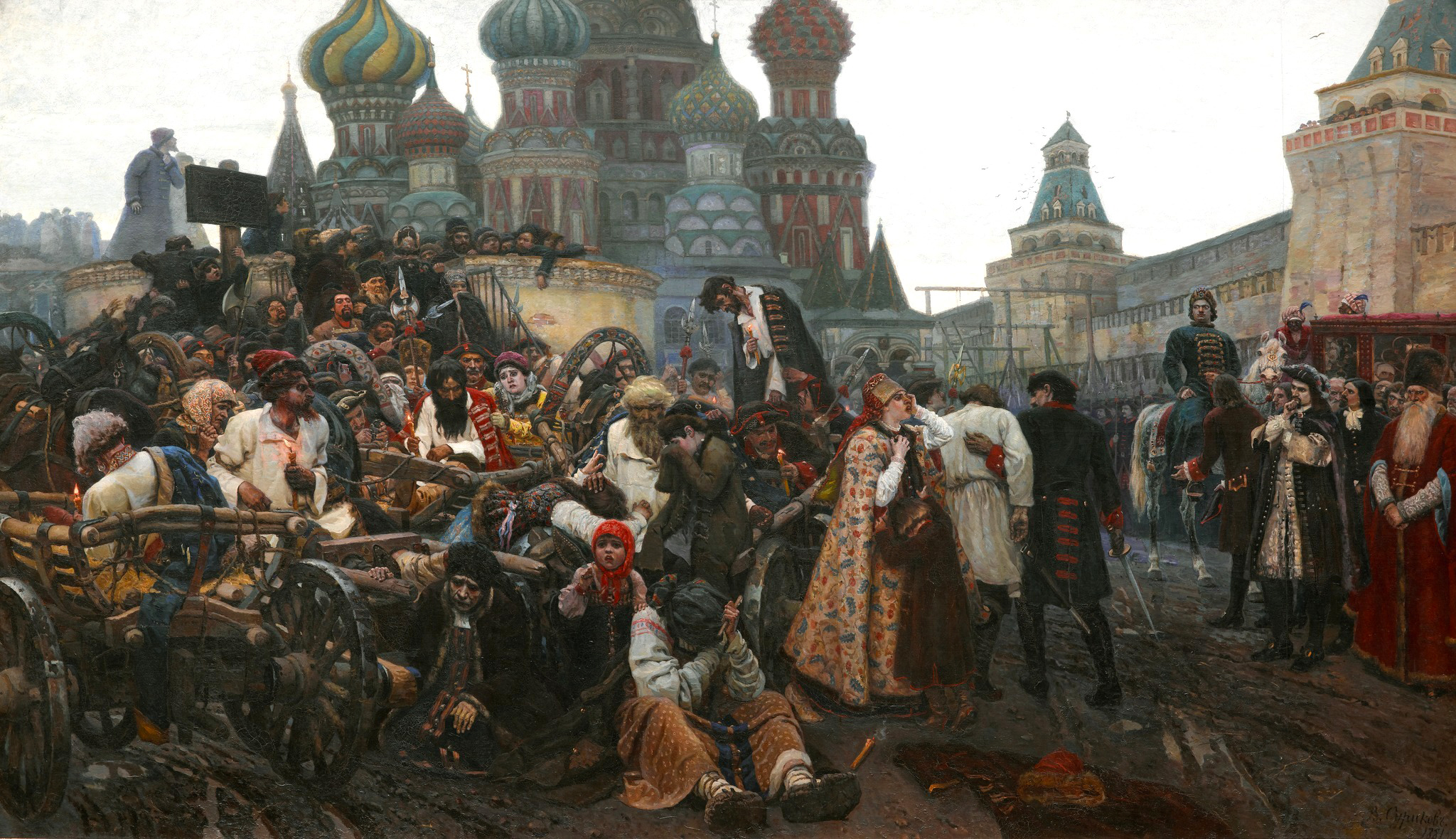
Am Morgen der Hinrichtung der Strelizen durch Zar Peter I.
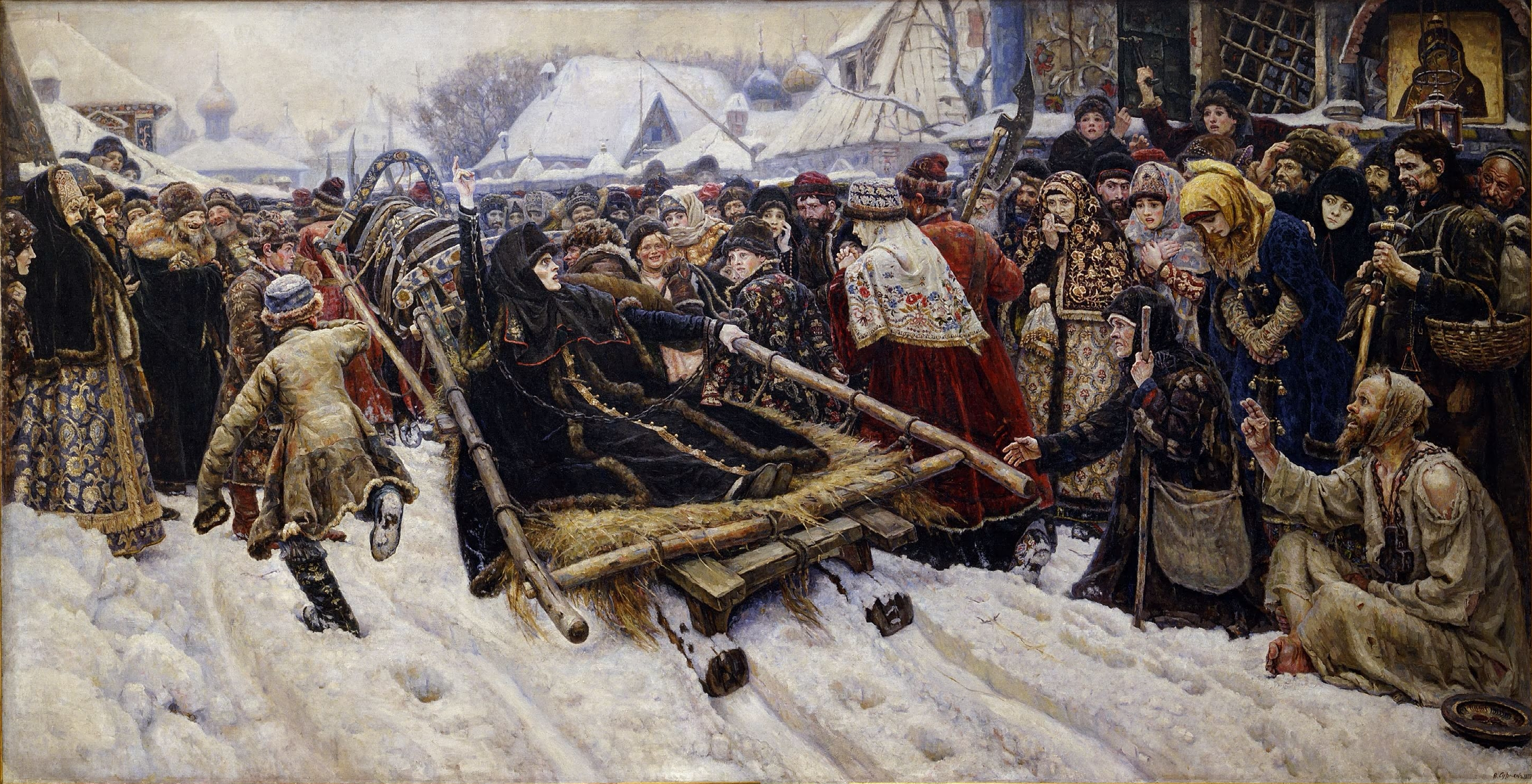
Die Bojarin Morosowa
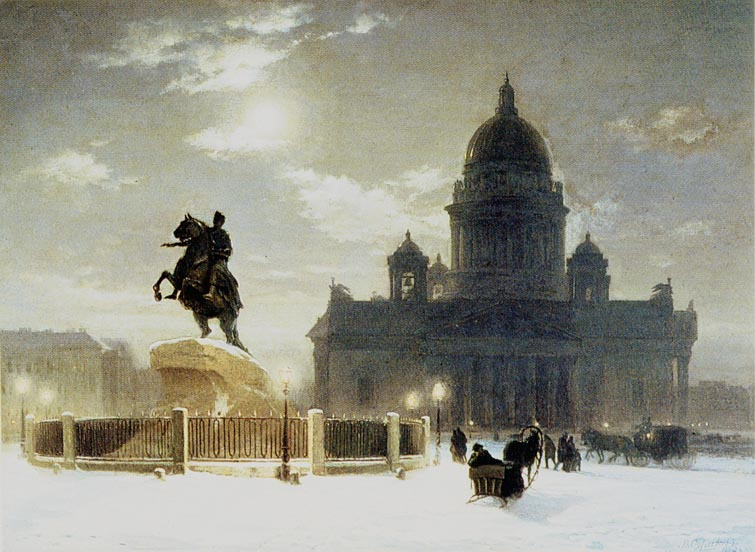
Der Bronzereiter
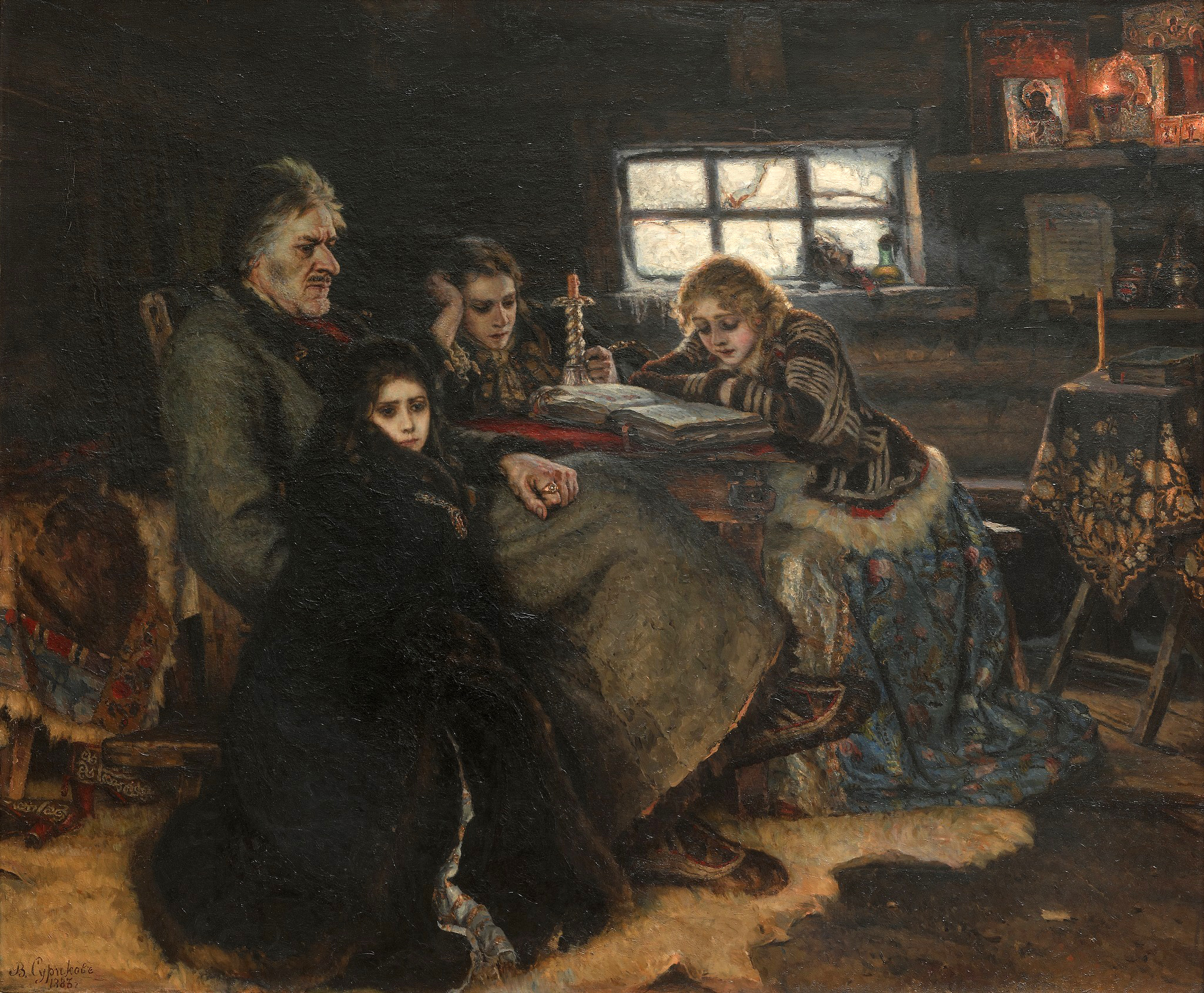
Menschikow in Berjosow
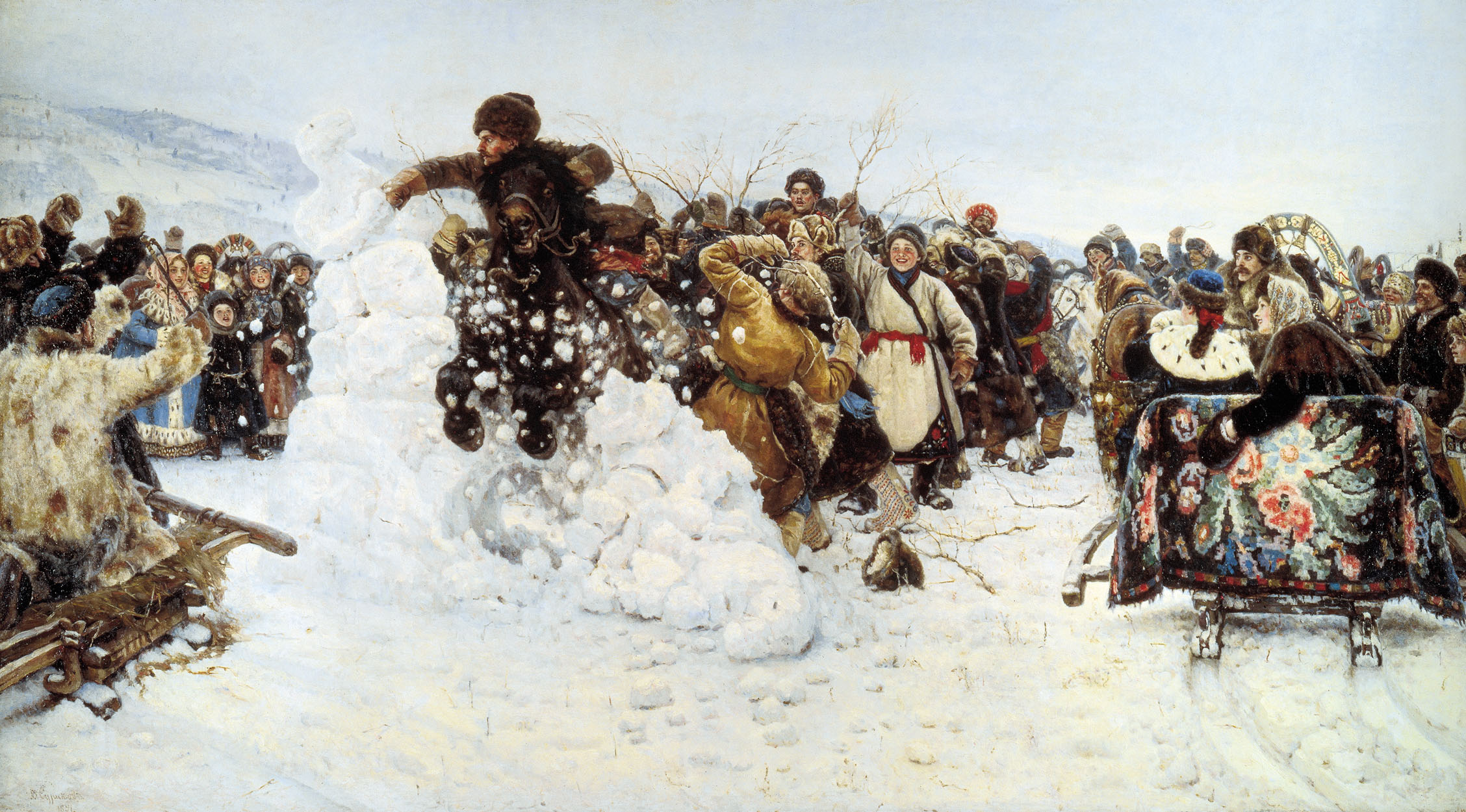
Einnahme einer Schneefestung
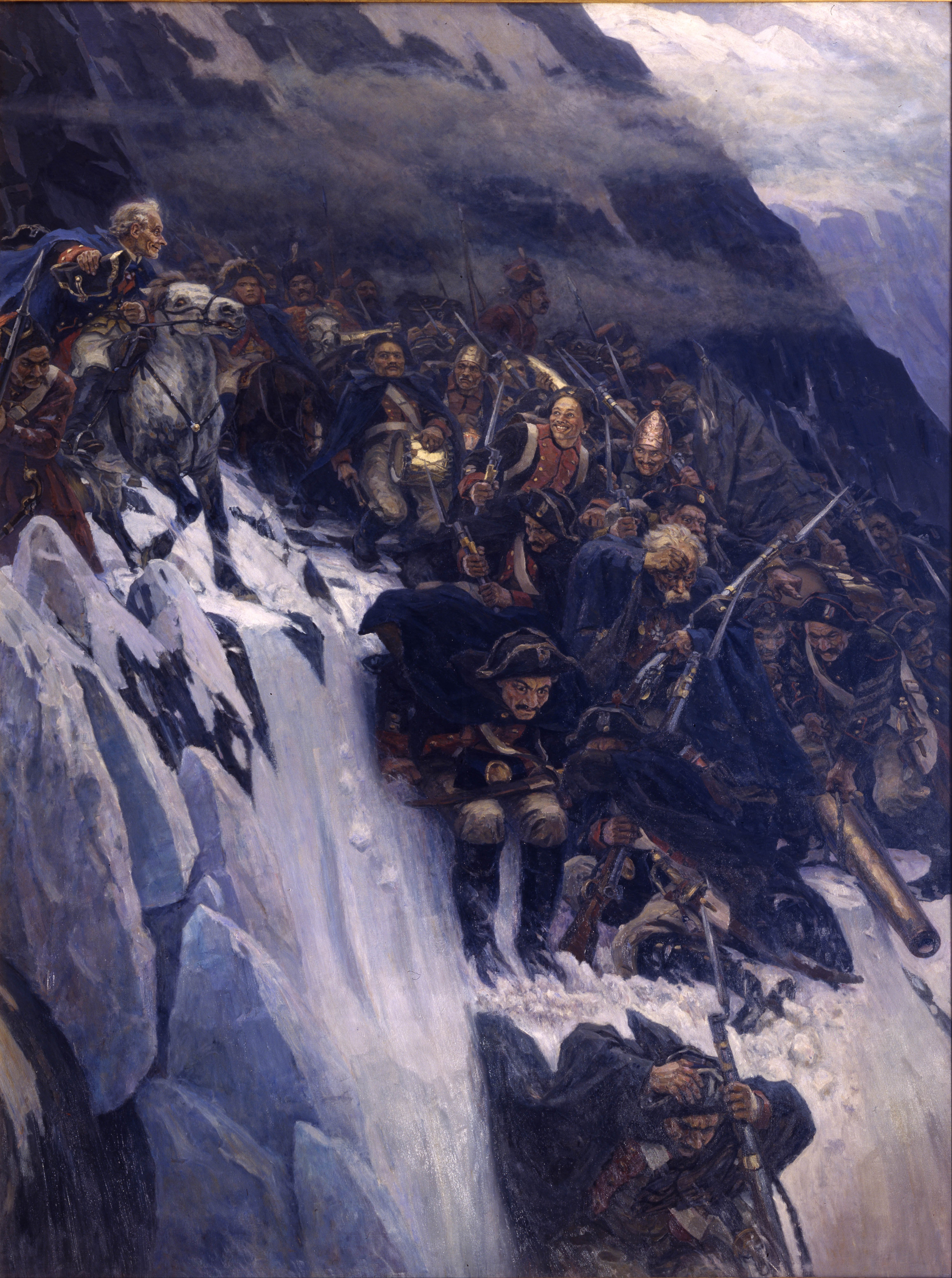
Die Alpenüberquerung Suworows
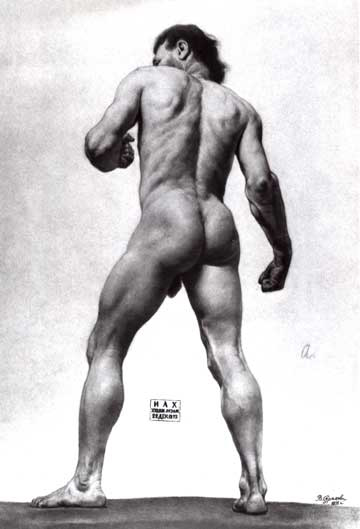
Männerkörper
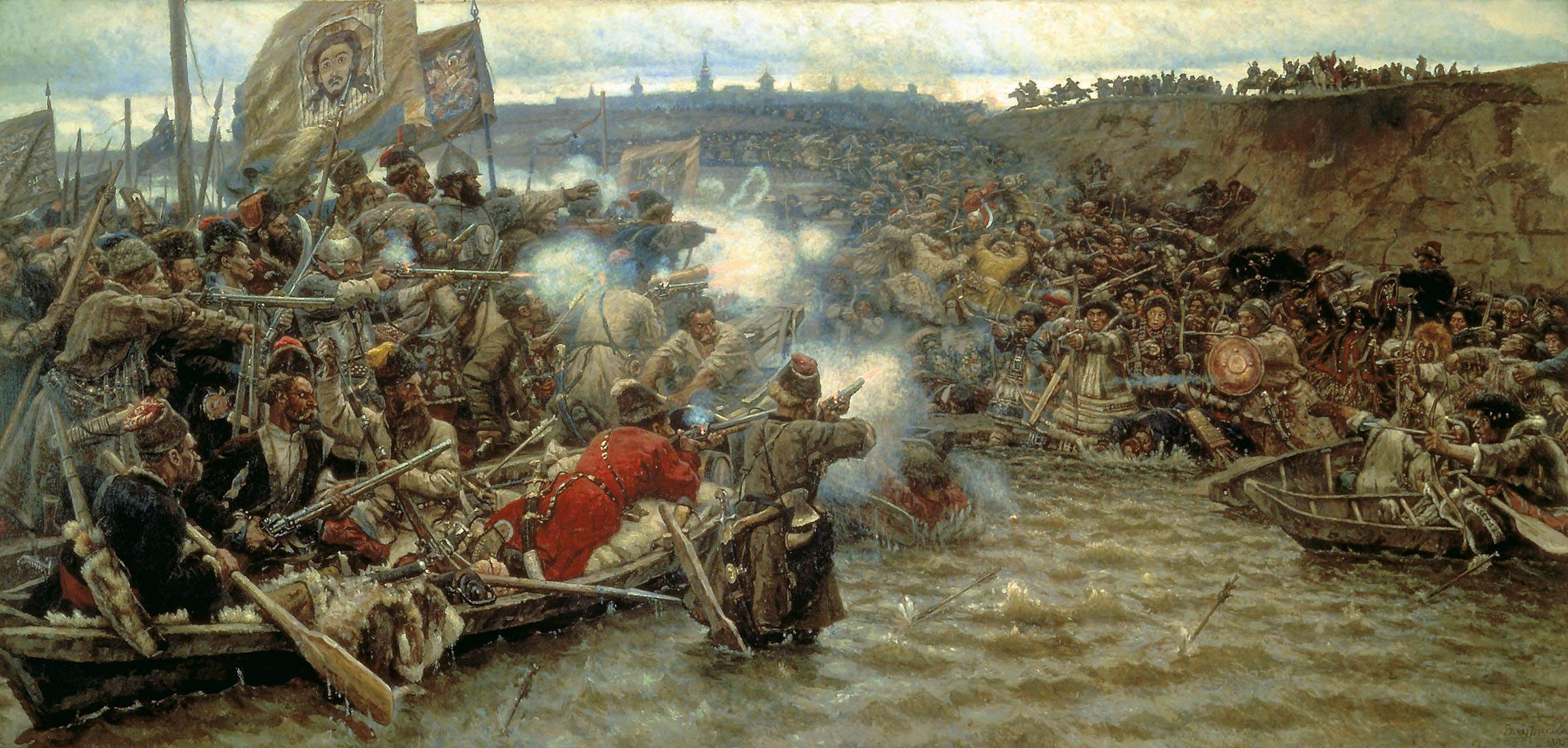
Jermaks Eroberung Sibiriens